# Sarıçavuş, Doğubayazıt
Sarıçavuş là một xã thuộc huyện Doğubayazıt, tỉnh Ağrı, Thổ Nhĩ Kỳ. Dân số thời điểm năm 2011 là 75 người.